# Affæren i Prag
Affæren i Prag er en portrætfilm instrueret af Christoffer Emil Bruun efter manuskript af Helena Brezinova.

## Handling
I oktober 1986 tog journalist Niels Barfoed til Prag for at overrække Politikens og Dagens Nyheters frihedspris til Charta 77 og Vaclav Havel, de førende systemkritikere i Tjekkoslovakiet. På flyet derned mødte han den tjekkiske kvinde Martina Schepelern, som skulle besøge sin far. Martina var nogle år inden flyttet til Danmark. 22 år efter tager Niels Barfoed og Martina Schepelern tilbage til Prag for at gå i fortidens fodspor og for at finde ud af, hvad der egentlig skete på turen til Prag. Der er fundet en overvågningsrapport om dem på det nationale arkiv, og rapporten åbner for et kig ind i fortiden, hvor alt er meget værre, end man troede dengang. Martina Schepelern har stadig følelser i klemme efter at være blevet frarøvet sine muligheder, hvilket er svært at skjule under rejsen gennem fortidens kafkaske korridorer. Som i 1986 mødes Niels Barfoed med Vaclav Havel. Et glædeligt gensyn med prismodtageren, der siden skulle blive det frie Tjekkoslovakiets første præsident. Men både Martina og Niels må revidere deres syn på deres rolle. 'Affæren i Prag' handler om et sygt politisk system, som har efterladt spor i erindringen, der i løbet af filmen får fortiden til at gå igen som et spøgelse gennem livet.